# Heinrich Hollreiser
Heinrich Hollreiser (ur. 24 czerwca 1913 w Monachium, zm. 24 lipca 2006 w Scheffau am Wilden Kaiser) – niemiecki dyrygent.

## Życiorys
Ukończył studia na Akademie der Tonkunst w Monachium. Działał jako dyrygent operowy w Wiesbaden (1932), Darmstadcie (1935–1938), Mannheimie (1938–1939), Duisburgu (1939–1942) i Monachium (1942–1945). Od 1945 do 1952 roku pełnił funkcję generalnego dyrektora muzycznego w Düsseldorfie. W latach 1952–1961 był dyrygentem Opery Wiedeńskiej. Od 1961 do 1964 roku dyrygował w Deutsche Oper w Berlinie Zachodnim. Po 1964 roku dyrygował gościnnie w krajach europejskich, Ameryce Południowej, Kanadzie i Japonii. W latach 1973–1975 występował na festiwalu w Bayreuth.
Ceniony był jako interpretator dzieł operowych Richarda Wagnera i Richarda Straussa. Dyrygował też operami kompozytorów współczesnych, m.in. Béli Bartóka, Albana Berga, Paula Hindemitha i Borisa Blachera.